# Kapelle Wolfsdorf

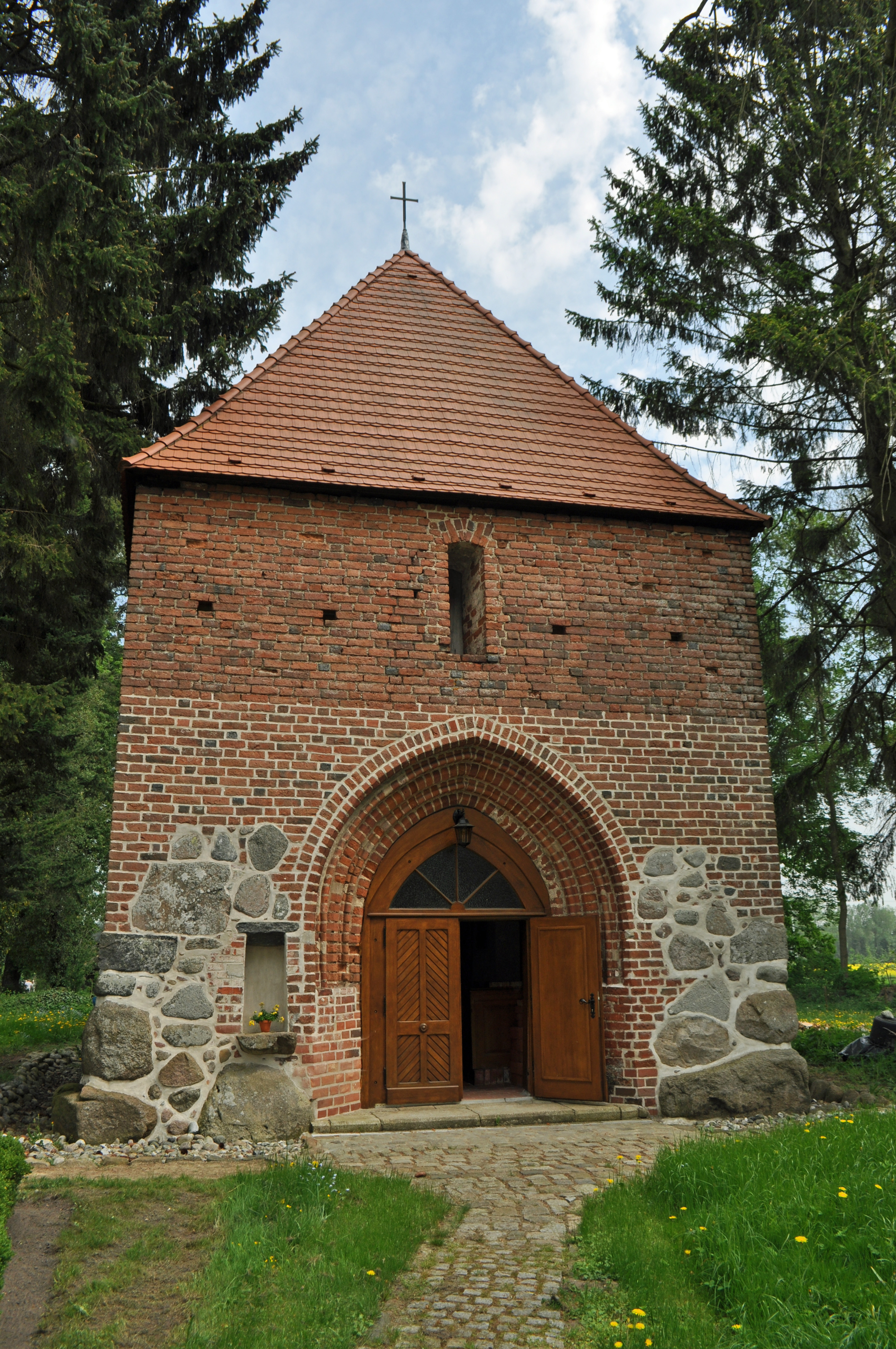
Kapelle Wolfsdorf (2013)

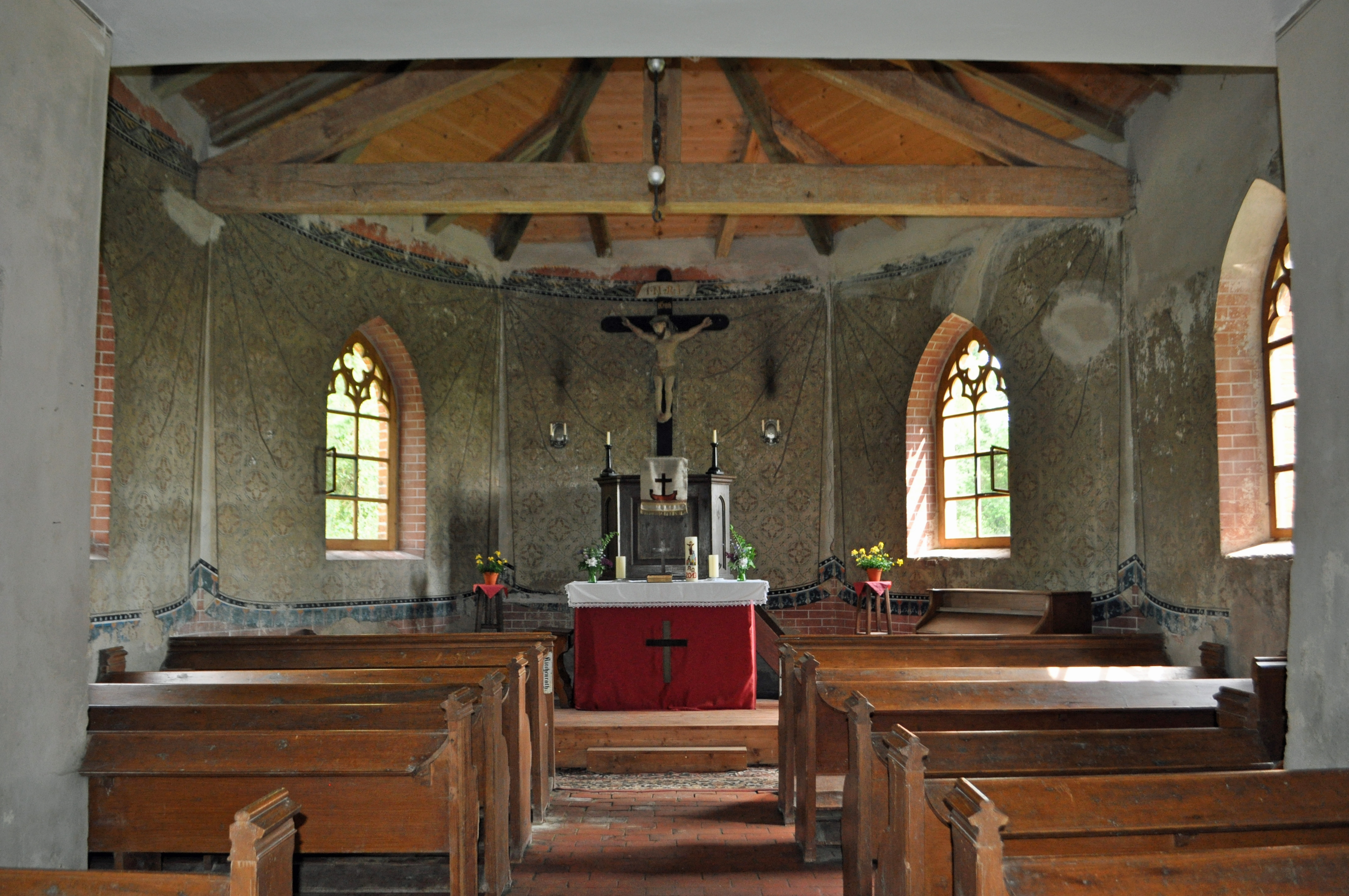
Blick auf den Altar (2013)

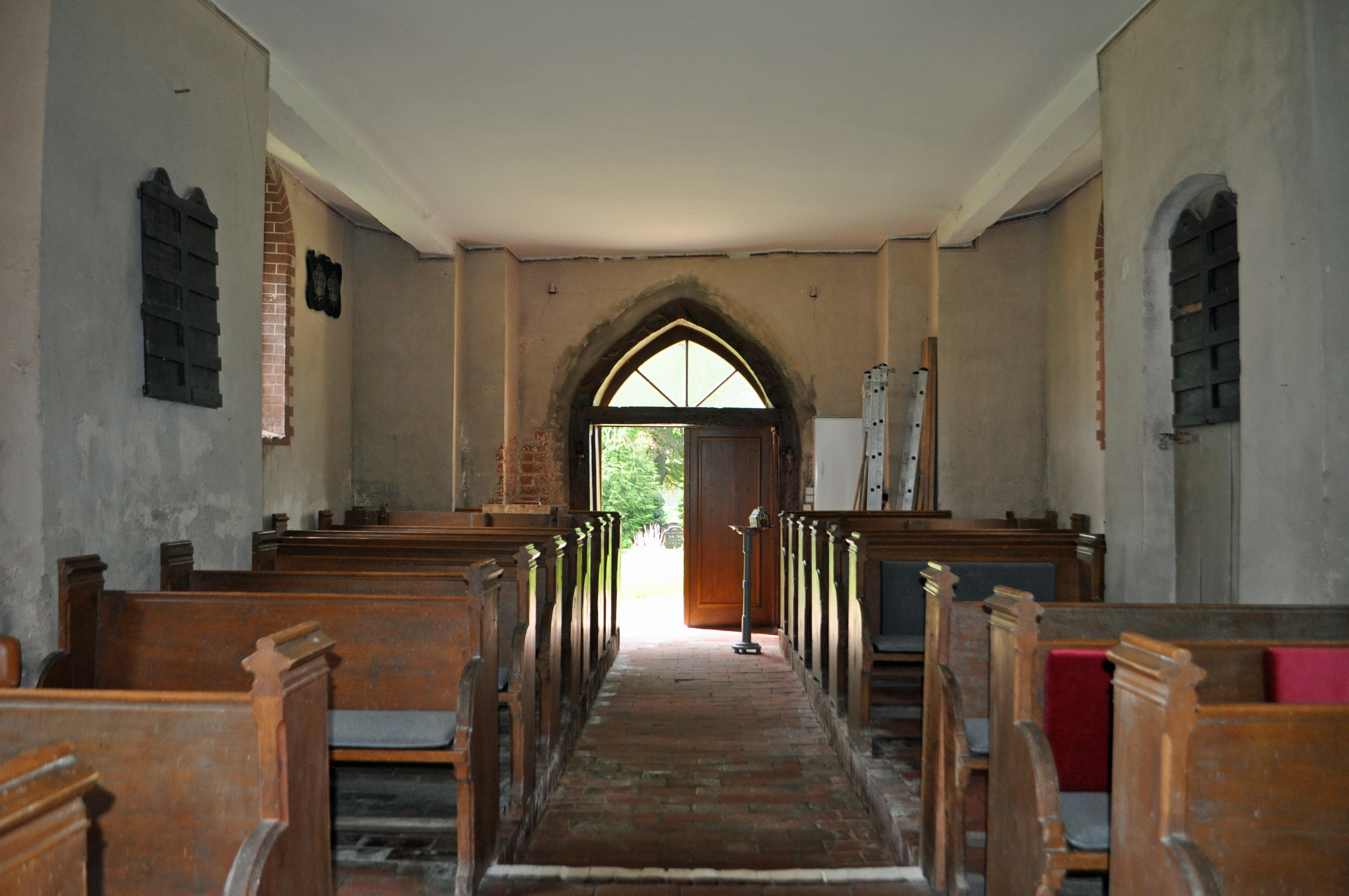
Blick auf den Eingang (2013)

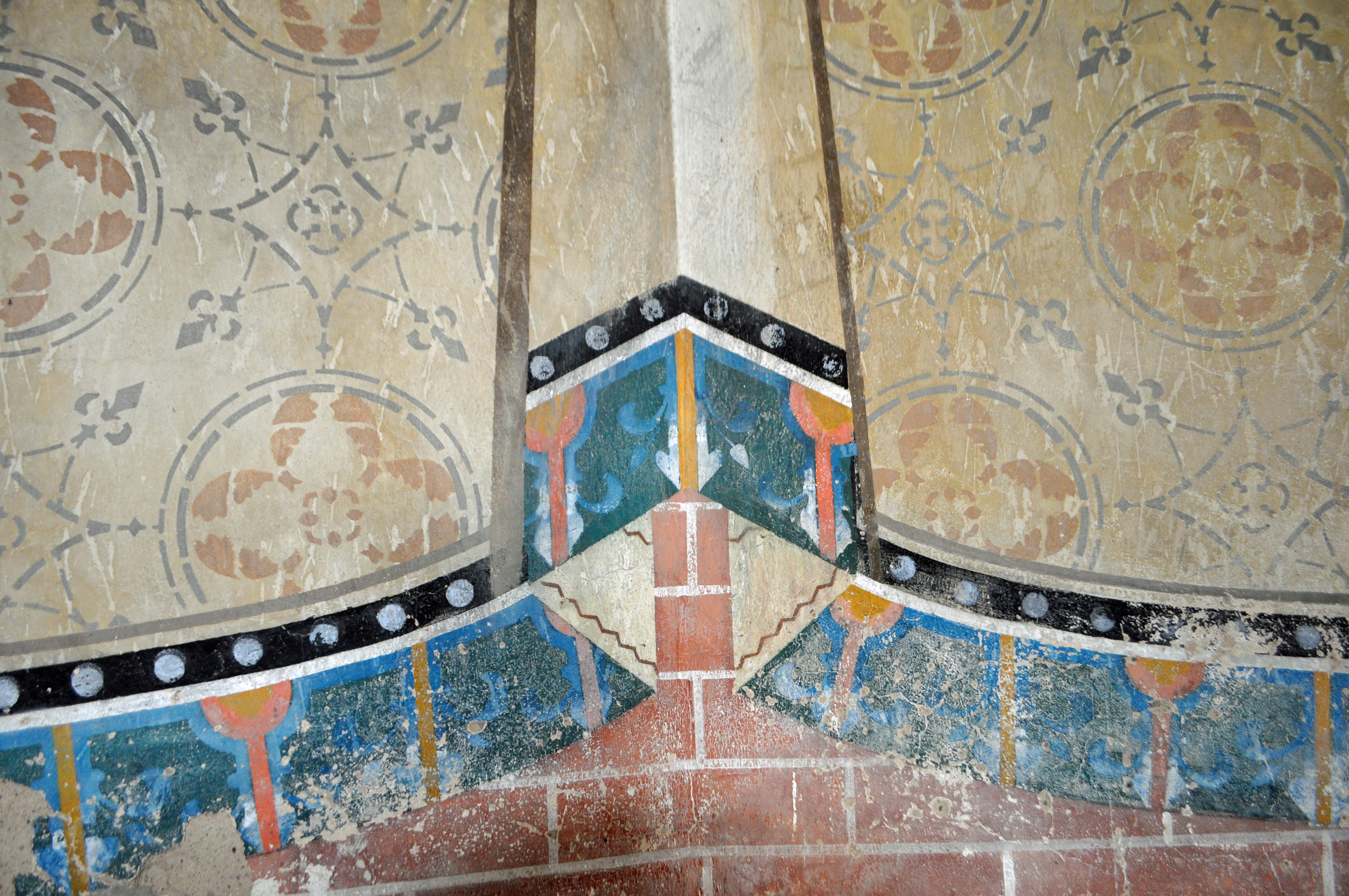
Schablonenmalerei an den Wänden (2013)

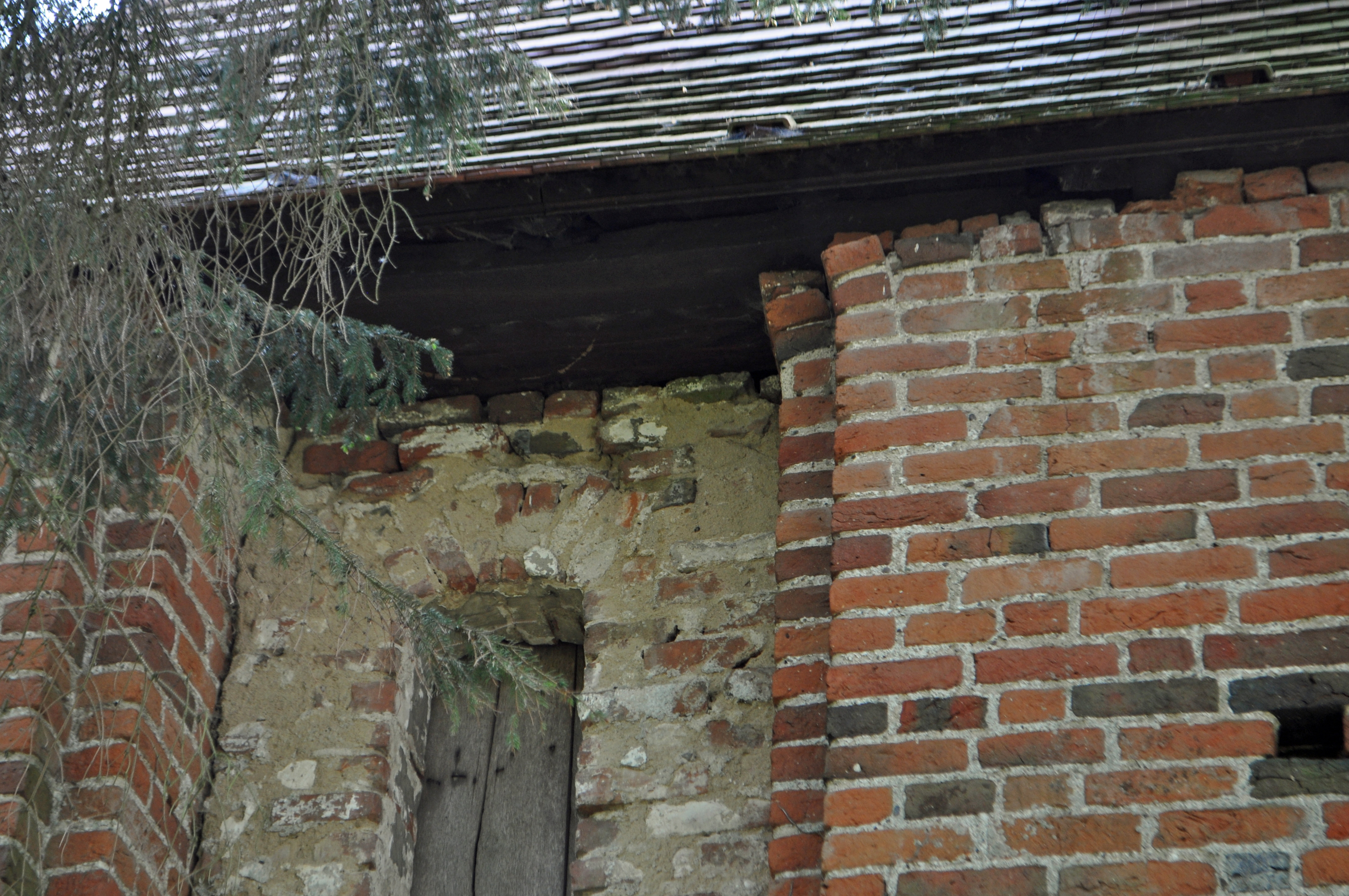
Dachkante im ehemaligen Spitzbogen des Fensters (2013)

Die Kapelle Wolfsdorf ist eine Kapelle in Wolfsdorf, einem Ortsteil von Gremersdorf-Buchholz. Die Kapelle ist der erhaltene Teil einer spätgotischen Kirche.

## Geschichte
Der ursprüngliche Bau wurde im Zuge der Besiedlung der Gegend, die zuvor von Ranen bewohnt war, etwa um 1210 aus Holz errichtet. Von dieser Kapelle ist nichts erhalten.
Zwischen 1233 und 1245 wurde in Wolfsdorf, damals vilam wlferi, eine frühgotische Kirche errichtet; sie gehörte zum Besitz des Klosters Neuenkamp. Die zum Bau der Kirche verwendeten Feldsteine wurden einem Großsteingrab entnommen. Von dieser Kirche ist der untere Teil des Kirchturms erhalten geblieben. Der Turm war etwa zwei- bis dreimal so hoch wie der heutige Kirchturm und verfügte über zwei Glocken. Das Kirchenschiff war etwa 20 Meter lang und 8,5 Meter breit. Die Kirche wird am 22. September 1300 erstmals urkundlich erwähnt. Aus nicht überliefertem Grund wurde im letzten Drittel des 14. Jahrhunderts das Kirchenschiff neu errichtet. Es war etwa 20 Meter lang und 12,5 Meter breit. Mitte des 16. Jahrhunderts wird die Kirche als stark reparaturbedürftig beschrieben. Im Dreißigjährigen Krieg (1618–1648) wurde die Innenausstattung beschädigt; wahrscheinlich ging in dieser Zeit auch die zweite Glocke verloren; 1684 wird in einer Kirchenmatrikel nur noch eine, 425 Kilogramm schwere, Glocke erwähnt.
In einer Kirchenmatrikel von 1687 wird eine südlich angebaute Sakristei erwähnt, deren Dach schwer beschädigt sei. Zwischen 1738 und 1741 wurde der Kirchenbau instand gesetzt. Im Jahr 1793 wird in einem Bericht über die erneute Sanierungsbedürftigkeit der Kapelle ein nördlicher Anbau erwähnt, der als Leichenhaus genutzt wurde. Im Jahr 1815 wurde nach der Zusammenlegung der Wolfsdorfer und Franzburger Kirchgemeinde die Wolfsdorfer Kirche verkleinert. Der untere Teil des Kirchturms blieb als Kapelle erhalten, zudem das Leichenhaus, das erst im Jahr 1829 abgerissen wurde und dessen Fundamente noch sichtbar sind. Die Kapelle bestand ab 1815 nur noch aus dem kleinen Raum im ehemaligen Kirchturm; die Ostseite war zugemauert worden. Ein niedriger Glockenboden war eingezogen, darauf stand der Glockenstuhl und darüber das niedrige Dach, das mit den alten Dachbalken aufgesetzt wurde. In den beiden seitlichen Spitzbögen des Kirchturms wurden kleinere Fenster eingesetzt; die Spitze wurde durch das nun niedrigere Dach entfernt.
Im Jahr 1854 wurde eine neue Glocke geweiht, die von der Glockengießerei Zach gefertigt wurde.
Die Kapelle wurde bald als zu klein empfunden, ein Neubau scheiterte lange an fehlenden Finanzen. Von 1875 bis 1876 erfolgte ein Umbau nach einem Entwurf von Baurat Trübe: an dem alten verkleinerten Kirchturm wurde im Osten ein mit einem polygonalen Flügel abgeschlossener Chor mit vier Fenstern angebaut. Verwendet wurden dafür etwa 3000 Blendsteine der Ziegelei Leitner aus Velgast und Grimmen. Zwei neue Türen aus Eichenholz wurden eingesetzt.
Bis 1987 wurde die Kapelle für Gottesdienste genutzt. Im Jahr 1996 wurden die beiden Dächer erneuert und die Kapelle am 6. Oktober 1996 wieder eröffnet. Im Jahr 1998 wurde die Kirchentür ersetzt und in den Jahren 2006 und 2007 die hölzernen Fenster. Seit dem Jahr 2004 ist ein Stromanschluss vorhanden. Die Kapelle des Kirchenkreises Pommern in der Nordkirche wird in den Sommermonaten für Gottesdienste genutzt.

## Bauwerk
Das Bauwerk des Turms wurde im unteren Teil in Feldstein ausgeführt und darauf in Backstein. Der 1875/76 angebaute Kirchenraum ist nur in Backstein über einem polygonalen Grundriss in neugotischen Formen ausgeführt.
Der westliche Kirchturm besitzt an seiner nordöstlichen Ecke eine Wendeltreppe. An der Westseite ist ein Stufenportal mit profiliertem Gewände zu sehen. Aus dem 19. Jahrhundert stammen die Spitzbogenfenster mit hölzernen, zweiteiligen Maßwerken und einem Vierpass im Scheitel.
Turm und Kirchenraum sind mit roten Dachziegeln gedeckt.

## Einrichtung
Der Turm besitzt eine Flachdecke, der Kirchenraum einen offenen Dachstuhl, der zum Turm hin verbrettert und mit fünf gestaffelten Spitzbogenfenstern bemalt ist. Schablonenmalerei aus der zweiten Hälfte des 19. Jahrhunderts schmückt die Innenwände des angebauten Kirchenraums.
Die Kanzel stammt wie auch das Gestühl aus dem Jahr 1855. Das Kruzifix an der Chorscheitelwand wurde im Jahr 1688 gefertigt.
An den Wänden des Trums sind drei Wappenbretter angebracht.

## Geläut
Ursprünglich besaß die Kirche zwei Glocken. Die einzige erhaltene, etwa 85 Kilogramm schwere und auf gis gestimmte Glocke im Turm wurde im Jahr 1854 von der Glockengießerei Zach aus Stralsund gefertigt. Sie trägt die Inschriften
„Geschenkt 1854 durch M. Rassow zu Buchholz • “
„und durch v. Willich in Franzburg“
„Gegossen vom Eduard Zach in Stralsund“
und
„Kommet, denn es ist Alles bereit“.

## Friedhof
Die Kirche umgibt der mit einer Feldsteintrockenmauer umgebene Kirchhof mit einem Friedhof mit teils historischen Gräbern.